# 埃平森林 (英國國會選區)
埃平森林（英語：Epping Forest），英國國會一郡選區，包括英格蘭東部埃塞克斯郡西部，包括埃平森林區西南部。本區創始於1974年。
本區一直支持保守黨。2010年大選中埃莉諾·賴恩以54.0%選票成功三度連任。